# 世界海洋物种目录
世界海洋物种目录（World Register of Marine Species，WoRMS），是一个生物学数据库，致力于提供具有公信力与全面性的海洋物种目录，不仅收录生物的学名，异名、俗名也在收录范围之内。
WoRMS成立于2008年，主要赞助来自欧盟，由比利时奥斯滕德的弗兰德斯海洋研究所负责管理维护。WoRMS与其他几个生物多样性项目建立了正式协议，包括全球生物多样性信息机构和网络生命大百科（EOL）。2008年，WoRMS表示希望对2010年“海洋生物普查”完成的所有海洋物种进行最新的记录。
世界海洋物种目录中记录的仅仅是已被科学命名的海洋生物，而一种新物种从发现到被描述平均耗时达21年。截至2025年初，世界海洋物种目录名单上的接受物种（accepted species）数量（不包括同种异名）已增长到247,708种左右。

## 相關
- 世界鱼类数据库